# Річард Вільямсон
Річард Вільямсон (англ. Richard Williamson; 8 березня 1940, Бакінгемшир, Англія — 25 січня 2025) — католицький єпископ-лефеврист, колишній член Священицького братства святого Пія Х.

## Біографія
Народився 8 березня 1940 в Бакінгемширі в англіканській сім'ї. Перейшов у католицизм.
30 червня 1988 став одним із чотирьох священників, яких висвятили в єпископи Марсель Лефевр (настоятель Священицького братства святого Пія Х) та бразильський єпископ Антоніо де Кастро Маєр.
Оскільки Марселю Лефевру хіротонія на той час була заборонена, то папа Римський Іоан Павло II відлучив від католицької церкви всіх чотирьох щойно висвячених єпископів.
24 січня 2009 року папа Бенедикт XVI зняв із єпископів відлучення, хоча братство святого Пія Х залишалося під забороною.
Помер 25 січня 2025 року у віці 84 років.

## Заперечення Голокосту
У листопаді 2008 року під час інтерв'ю в Регенсбугзі єпископу поставили питання щодо Голокосту. Річард Вільямсон спочатку висловився, що в нього є сумніви щодо масштабів Голокосту, зокрема він не вірить у те, що в нацистських таборах було убито шість мільйонів євреїв: «Я думаю, що в нацистських концтаборах загинули десь триста-чотириста тисяч євреїв, але ніхто з них не загинув у газових камерах». Далі він сказав: «Так, це моя думка, я думаю, що газові камери ніколи не існували». Він заявив, що не могло існувати печей такої висоти і форми, а двері "уявних" газових камер, які показують «туристам в Освенцімі» не могли герметично закриватися[джерело?].
Відповідаючи на питання журналіста, чи вважає він себе антисемітом, Вільямсон відповів: «Антисемітизм поганий тільки тоді, коли він йде проти правди, але, якщо вже існують достовірні факти, він не може бути поганим».

## Суспільна реакція
Інтерв'ю вийшло на шведському телебаченні 21 січня 2009 року (за три дні до указу папи). Хоча інтерв'ю не транслювали на Німеччину, але завдяки Інтернету воно набуло розголосу. Ангела Меркель зажадала від Ватикану офіційних роз'яснень.
4 лютого 2009 року Державний секретаріат Апостольської Столиці пояснив, що знімаючи екскомуніку з єпископа Ричарда Вільямсона, папа не знав його поглядів щодо Голокосту; умовою його допущення до єпископського служіння в Церкві буде однозначне і прилюдне відречення від цих поглядів. У ноті була пригадана однозначна позиція Бенедикта XVI щодо нищення єврейського народу нацистським режимом, про що він неодноразово заявляв, а також рішуче відмежувався від поглядів єпископа Вільямсона.
Рада німецьких єврейських громад звернулася із запитом про те, чи можна притягнути єпископа до відповідальності, оскільки в Німеччині заперечення Голокосту є злочином.
Прокуратура німецького міста Регенсбург завела кримінальну справу на єпископа Річарда Вільямсона за фактом його висловлювань щодо Голокосту.
У жовтні 2010 році баварський суд визнав єпископа винним у запереченні Голокосту и присудив виплатити штраф у 10 тисяч євро. Адвокат Вільямсона Метіас Лоссманн (нім. Matthias Lossmann) повідомив, що його підзахисному дозволили виплачувати штраф поступово, по 100 євро щодня протягом 120 днів.